# Chauray

Chauray este o comună în departamentul Deux-Sèvres, Franța. În 2009 avea o populație de 5,294 de locuitori.